# Ion Filotti Cantacuzino
Ion Șerban Filotti Cantacuzino (n. 7 noiembrie 1908, București – d. 27 august 1975) a fost un cineast, critic literar și medic român, fost director al Centrului Național al Cinematografiei, fiul prințului Ioan Cantacuzino și al actriței Maria Filotti.
A urmat studii de medicină și filosofie însă, pasionat fiind de film, scrie cronici de film și creează la Radio România „Cronica cinematografică”, o emisiune de analiză cinematografică. Scrie scenarii și regizează filme documentare și scrie cărți și studii dedicate universului cinematografiei: Uzina de basme, Întâlniri cu cinematograful, Note pentru azi, De amore, Momente din istoria filmului românesc, Jean Mihail, Filmul românesc de altădată.
În 1941 este numit director al Centrului Național al Cinematografiei participând la realizarea unor filme precum Odessa în flăcări și O noapte furtunoasă de Jean Georgescu.
După cel de-al Doilea Război Mondial, este arestat pentru un timp și i se interzice să mai lucreze în cinematografie. Lucrează ca medic psihiatru la Spitalul Brâncovenesc până în 1975.
A obținut Premiul pentru critică cinematografică al Asociației Cineaștilor din România (ACIN) pe anul 1974 (in memoriam) „pentru contribuția excepțională la fundamentarea și dezvoltarea istoriografiei cinematografice naționale”.
A aparținut unei categorii privilegiate de scriitori-medici care au excelat deopotriva în domeniul artei lui Esculap și în domeniul literelor.
A fost medic psihiatru, dramaturg, eseist, critic literar și dramatic, producător de file și neobosit cercetător în domeniul medicinei și cinematografiei.
După terminarea Liceului militar “Mănăstirea Dealului” urmează strălucite studii universitare
În 1931 își susține teza de licență în litere și filozofie, specialitate psihologie, estetică și istoria artei, cu subiectul Problema temperamentului.
Devine doctor în medicină și chirurgie în 1935, după susținerea tezei de doctorat cu subiectul Reperajul ventricular în epilepsie. Un an mai târziu, în 1936, Universitatea din Paris îi acordă diploma de medic legist psihiatru.
În continuare dr Ion Cantacuzino realizează adevărate performanțe greu de atins în domeniul medicinei și literelor. Funcționează în 1936 ca asistent universitar străin al clinicii de psihiatrie din capitala Franței.
Ceva mai târziu devine diplomat al Conservatorului de muzică și artă dramatică din București, specialitate regie scenică.
A fost ales membru a numeroase societăți științifice din țară și străinătate, printre care : Societatea medico -psihologica din Paris (1936), Societatea română de psihiatrie, neurologie și endocrinologie (1937), Societatea română de istoria medicinei (1962).
În 1968 este ales membru de onoare al Societății internaționale de psihopatologia expresiei, iar din 1970 devine membru al Societății franceze de istoria medicinei.
Ca medic psihiatru a desfășurat o remarcabilă activitate ca asistent universitar la Clinica psihiatrica a Facultății de medicină din București și ca asistent al profesorului Henri Claude din Paris. A funcționat ca medic psihiatru la Spitalul Central de Boli mintale și nervoase din București (1935-1942), iar mai târziu, la Spitalul Brâncovenesc, până în anul 1976 când se întoarce la pasiunea sa din copilărie :istoria cinematografiei.
Ca neuropshiatru, a publicat și comunicat aproape 100 de lucrări, dintre care unele în colaborări prestigioase : H. Claude, P. Sivadon, P. Rubenovitch. Întinderea vastă a preocupărilor sale a cuprins probleme de psihopatologie, terapie, istoria medicinei, patologia expresiei sau patografii ale unor artiști.
Între anii 1935-1942 concomitent cu activitatea sa medicală, este intens preocupat de critica literară, eseistică, dramaturgie dovedindu-se și un remarcabil traducător din Shaw, Brecht, Giraudoux, Shakespeare.
În istoria cinematografiei românești, lucrarea sa de teorie și critică cinematografică intitulată "Uzina de basme" (1935) rămâne de o importanță fundamentală în acest domeniu.
Ca producător de filme realizează în 1943 "O noapte furtunoasa" în regia lui Jean Georgescu, având ca interpreți pe Radu Beligan, Alexandru Giugaru, Florica Demion, Maria Maximilian, Iordanescu Bruno și George Demetru. În anul 1945 este realizatorul filmului "Visul unei nopți de iarna", tot în regia lui Jean Georgescu.
În martie 1973 la București și în aprilie la Paris a inițiat și organizat două simpozioane pentru comemorarea a 75 de ani de la crearea simultană a cinematografiei științifice la București de către prof dr. Gheorghe Marinescu și prof. dr. Eugene Louis Doyen.
Prin acest act de cultură Ion Cantacuzino a dat simbolic și sintetic, expresia celor două mari pasiuni ale sale, medicina și cinematografia.
În plină putere de creație, în noaptea de 26 iulie 1975, inima celui care și-a închinat întreaga sa existență binelui, frumosului și adevărului, a încetat să mai bată.

## Filmografie

### Producător
- O noapte furtunoasă (1943) - director de producție

### Scenarist
- Pădurea nebună (1982) - împreună cu Virgil Puicea și Nicolae Corjos

## Decorații
- Ordinul „Coroana României” în gradul de Ofițer (9 mai 1941)[7]

## Legături externe
- Ion Cantacuzino, 100 de ani de la naștere, 30 noiembrie 2008, Daniela Cârlea Șontică, Jurnalul Național